# سمية (جنس)
السُّمِّيَّة هو جنس في فصيلة السميات.

## الأنواع
من أنواعه:
- سمية السنديان
- سمية البن
- سمية حرشفية